# Dubovica (Veliki Bukovec)
Dubovica falu Horvátországban, Varasd megyében. Közigazgatásilag Bukócszentpéterhez tartozik.

## Fekvése
Varasdtól 27 km-re keletre, községközpontjától 2 km-re nyugatra a Plitvica patak két partján fekszik.

## Története
1857-ben 373, 1910-ben 511 lakosa volt. 1920-ig Varasd vármegye Ludbregi járásához tartozott. 2001-ben a falunak 357 lakosa volt.

## Külső hivatkozások
- Veliki Bukovec története Archiválva 2011. július 21-i dátummal a Wayback Machine-ben